# Liste der Baudenkmäler in Blankenbach
Auf dieser Seite sind die Baudenkmäler in der unterfränkischen Gemeinde Blankenbach zusammengestellt. Diese Tabelle ist eine Teilliste der Liste der Baudenkmäler in Bayern. Grundlage ist die Bayerische Denkmalliste, die auf Basis des Bayerischen Denkmalschutzgesetzes vom 1. Oktober 1973 erstmals erstellt wurde und seither durch das Bayerische Landesamt für Denkmalpflege geführt wird. Die folgenden Angaben ersetzen nicht die rechtsverbindliche Auskunft der Denkmalschutzbehörde.
 Diese Liste gibt den Fortschreibungsstand vom 15. April 2020 wieder und enthält 14 Baudenkmäler.

## Baudenkmäler nach Ortsteilen

### Erlenbach
| Lage                            | Objekt                         | Beschreibung                                                                                                | Akten-Nr.              | Bild           |
| ------------------------------- | ------------------------------ | --- | ---------------------- | -------------- |
| Erlenbacher Straße 2 (Standort) | Bildstock                      | gemauert mit Satteldach und rundbogiger Nische, 19/20. Jahrhundert                                          | D-6-71-113-14 Wikidata | weitere Bilder |
| Stadtweg 4 (Standort)           | Katholische Kapelle St. Martin | Verputzter Saalbau mit Satteldach und Dachreiter sowie steinernen Tür- und Fenstergewänden, bezeichnet 1894 | D-6-71-113-13 Wikidata | weitere Bilder |

### Großblankenbach
| Lage                            | Objekt                   | Beschreibung | Akten-Nr.              | Bild           |
| ------------------------------- | ------------------------ | --- | ---------------------- | -------------- |
| Heidenäcker (Standort)          | Bildstock                | Auf Pfeiler Satteldachaufsatz mit reliefierter Kruzifixdarstellung, Sandstein, bezeichnet 1604                      | D-6-71-113-10 Wikidata | weitere Bilder |
| Krombacher Straße 4 (Standort)  | Bildstockkopf            | Giebeldachaufsatz mit reliefierter Kruzifixdarstellung, Sandstein, um 1600                                          | D-6-71-113-4 Wikidata  | weitere Bilder |
| Krombacher Straße 15 (Standort) | Ehemaliges Wohnstallhaus | Zweigeschossiges giebelständiges Fachwerkgebäude mit Satteldach auf Kellersockel, bezeichnet 1722                   | D-6-71-113-6           | weitere Bilder |
| Krohäcker (Standort)            | Bildstock                | Auf Säule profilierter vierseitiger Rundbogenaufsatz mit Heiligenfiguren in Bildnischen, Sandstein, bezeichnet 1733 | D-6-71-113-12 Wikidata | weitere Bilder |
| Wingertsweg (Standort)          | Bildstock                | Auf gefastem Pfeiler Satteldachaufsatz mit reliefierter Kruzifixdarstellung, Sandstein, bezeichnet 1630             | D-6-71-113-5 Wikidata  | weitere Bilder |

### Kleinblankenbach
| Lage                                | Objekt                              | Beschreibung | Akten-Nr.              | Bild           |
| ----------------------------------- | ----------------------------------- | --- | ---------------------- | -------------- |
| Am Mühlacker ()                     | Bildstock                           | nicht nachqualifiziert, im Bayerischen Denkmal-Atlas nicht kartiert                                                                                   | D-6-71-113-11 Wikidata |                |
| Nähe Eichenberger Straße (Standort) | Katholische Filialkirche St. Kilian | Unverputzter Saalbau aus Bruchsteinmauerwerk mit stelzbogiger Apsis und Satteldach mit Turm, von Johann Adam Rüppel, bezeichnet 1928; mit Ausstattung | D-6-71-113-1 Wikidata  | weitere Bilder |
| Nähe Eichenberger Straße (Standort) | Bildstock                           | Auf Pfeiler Satteldachaufsatz mit reliefierter Kruzifixdarstellung, Sandstein, bezeichnet 1594                                                        | D-6-71-113-3 Wikidata  | weitere Bilder |
| Nähe Eichenberger Straße (Standort) | Bildstock                           | Gemauert mit Satteldach und rundbogiger Nische, 18./19. Jahrhundert                                                                                   | D-6-71-113-3 Wikidata  | weitere Bilder |
| Hauptstraße 22 (Standort)           | Wohnhaus                            | Zweigeschossiges giebelständiges Fachwerkgebäude mit Halbwalmdach auf Kellersockel, Erdgeschoss teilweise massiv, um 1800                             | D-6-71-113-2           | Wohnhaus       |
| Mühlstraße 1, 3 (Standort)          | Doppelwohnhaus                      | Zweigeschossiges giebelständiges teilverschaltes Fachwerkgebäude mit Satteldach auf Kellersockel, um 1800                                             | D-6-71-113-7           | weitere Bilder |
| Mühlstraße 4, 6 (Standort)          | Doppelwohnhaus                      | Zweigeschossiges traufständiges Fachwerkgebäude mit Satteldach auf Kellersockel, 2. Hälfte 18. Jahrhundert                                            | D-6-71-113-8           | weitere Bilder |
| Mühlstraße 9 (Standort)             | Wohnhaus                            | Zweigeschossiges giebelständiges Fachwerkgebäude mit Krüppelwalmdach auf hohem Kellersockel, um 1800                                                  | D-6-71-113-9           | BW             |